# 鹿児島県民の歌
「鹿児島県民の歌」（かごしまけんみんのうた）は日本の都道府県の一つ、鹿児島県が制定した県民歌である。作詞・坂口利雄、作曲・山田耕筰。8分の6拍子。

## 解説

### 制定経緯
1947年（昭和22年）4月の第1回統一地方選挙で当選し、民選初代知事に就任した重成格が「太平洋戦争で荒廃した県の再興に向けて県民の士気高揚を図り、希望を与える『復興県民歌』」として制定を提唱した。歌詞の公募は県と南日本新聞社の共催により椋鳩十・栗川久雄らを審査委員に迎えて実施され、1948年（昭和23年）11月3日付の南日本新聞で川辺郡笠沙町出身の中学校教員であった坂口利雄の応募作が入選したことが発表された。
作曲は重成知事が岡山県出身だった縁で同県の養忠学校に一時在籍していた山田耕筰に依頼され、同年12月16日付で制定。
歌詞は「復興県民歌」らしく、1番の「建設」や2番の「産業」など戦争で荒廃した県土の再建に向けた決意を力強く歌い上げるものとなっている。

### 現況
県主催の行事で演奏される他、県庁の始業および13時を知らせるチャイムに使用されている。県の公式サイトで視聴可能なバージョンはクラウン混声合唱団の歌唱によるもので、1972年（昭和47年）に開催された太陽国体に合わせて日本クラウンから発売されたレコード（7LPR-181）に鹿児島国体の歌「ひかりあふれる」・鹿児島国体音頭「待っちゃげもした」・太陽国体行進曲「太陽のマーチ」と共に収録された。
旋律は2015年（平成27年）12月31日に著作権の保護期間を満了している。2020年（令和2年）には、同年の開催予定であった燃ゆる感動かごしま国体に合わせて編曲した新録バージョンが県のYouTube公式チャンネルで公開された。